# 周楚
周楚（4世纪—371年），字元孙，东晋汝南郡安成县（今河南省汝南县东南）人，周抚的儿子。
初仕为参征西军事，随父周抚入蜀，为鹰扬将军、犍为郡太守。父亲去世后，周楚代父监梁益二州，袭爵建城公、益州刺史。晋哀帝兴宁三年（365年），梁州刺史司马勋反，围周楚于成都，与鹰扬将军朱序相救。二人率军讨平司马勋，进为冠军将军。晋废帝太和五年（370年），蜀人李金银拥立广汉人李弘，假称汉帝李势之子，聚众万余人。同时陇西人李高，假称成帝李雄之子，聚众起事，破涪城。周楚派遣其子周琼讨平李高，其孙周虓讨平李弘。周楚去世后，谥号定。